# Engicerus major
Engicerus major är en tvåvingeart som beskrevs av Lindner 1964. Engicerus major ingår i släktet Engicerus och familjen vapenflugor. Inga underarter finns listade i Catalogue of Life.